# Scopula proximaria
Scopula proximaria är en fjärilsart som beskrevs av John Henry Leech 1897. Scopula proximaria ingår i släktet Scopula och familjen mätare. Inga underarter finns listade.